# Фридрих XV фон Байхлинген
Фридрих XV фон Байхлинген (на немски: Friedrich XV von Beichlingen; * ок. 1375; † 12 юни 1426, Аусиг, Бохемия) е граф на Байхлинген.

## Произход
Той е единственият син на граф Фридрих XIV фон Байхлинген-Вие (* ок. 1350; † 15 юни 1426, Аусиг) и първата му съпруга Хелена фон Майсен (* 1360; † 13 юли 1393), дъщеря на бургграф Майнхер V фон Майсен († 1396) и София фон Шварцбург († сл. 1394). Потомък е на Куно фон Нортхайм († 1103), граф на Байхлинген. Баща му се жени втори път сл. 13 юли 1393 г. за Матилда фон Мансфелд († ок. 1419). Полубрат е на граф Фридрих III фон Байхлинген († 1464), архиепископ на Магдебург (1445 – 1464).
Фридрих XV е убит в битката при Аусиг против хуситите на 12 юни 1426 г. в Бохемия, три дена преди баща му, който е командир на войската на Ландграфство Тюрингия.

## Фамилия
Фридрих XV се жени пр. 30 януари 1418 г. за Агнес фон Хонщайн-Келбра (* ок. 1400; † сл. 1458), дъщеря на граф Хайнрих VI фон Хонщайн-Келбра († 1455) и Маргарета фон Вайнсберг († сл. 1432). Съпругата му е сестра на граф Йохан I (II) фон Хонщайн-Фирраден († 1495), който е женен през 1467 г. за принцеса Агнес фон Анхалт-Цербст († 1492). Фридрих и Агнес имат един син:
- Йохан фон Байхлинген (* ок. 1425; † 1485), граф на Байхлинген, женен 1459 г. за Магарета фон Мансфелд (* ок. 1445; † сл. 3 ноември 1468), дъщеря на граф Фолрад II фон Мансфелд († 1450) и принцеса Маргарета от Силезия-Прибус († 1491)

Вдовицата му Агнес се омъжва втори път 1434 г. за граф Адолф I фон Глайхен-Тона († 1456).